# Mid Ulster
Mid Ulster (Iers: Ceantair Lár Uladh) is een district (ONS-code N09000009) in Noord-Ierland. Het is van alle districten het meest centraal gelegen in Noord-Ierland, in het oosten begrensd door de rivier Bann en het Lough Neagh, in het zuiden grenzend aan de Ierse Republiek. Mid Ulster telt 147.000 inwoners. De landoppervlakte bedraagt 1.831 km², de bevolkingsdichtheid is dus 80 inwoners per km².
Van de bevolking is 33% protestant en 64% katholiek.
Mid Ulster ontstond op 1 april 2015 na het Local Government Reform Programme, de herindeling van 26 naar 11 districten in Noord-Ierland. Mid Ulster kwam tot stand door de samenvoeging van de voormalige districten Magherafelt, Cookstown en Dungannon and South Tyrone. In vergelijking met de oude graafschappen maakt het district deel uit zowel van het grotere oude County of Tyrone als van County of Londonderry. Mid Ulster ligt ook centraal in de oude historische Ierse provincie Ulster.
De lokale autoriteit is de Mid Ulster District Council, die de Magherafelt District Council, de Cookstown District Council en de Dungannon and South Tyrone Borough Council vervangt. De vergaderingen van de raad zijn in Dungannon.
Het district wordt bestuurd door 40 raadsleden die verkozen werden in zeven aparte District Electoral Areas (DEAs) die ze als districtsraadslid vertegenwoordigen. Elke DEA leverde zeven, zes of vijf vertegenwoordigers. Deze zeven DEAs zijn: Carntogher, Clogher Valley, Cookstown, Dungannon, Magherafelt, Moyola en Torrent. De eerste verkiezingen vonden plaats in mei 2014. Het eerste jaar trad de districtsraad op als een soort schaduwraad naast de districtsraden van de oude districten die tot eind maart 2015 in functie bleven.

## Zetelverdeling
De verkozenen na de verkiezing van 22 mei 2014 waren effectief in functie van 2015 tot 2019. Verkiezingen zijn vierjaarlijks.
| Partij                             | Verkozen 2014 | Evolutie 2017 | Verkozen 2019 |
| ---------------------------------- | ------------- | ------------- | ------------- |
| Sinn Féin                          | 18            | 18            |               |
| Democratic Unionist Party          | 8             | 8             |               |
| Ulster Unionist Party              | 7             | 7             |               |
| Social Democratic and Labour Party | 6             | 5             |               |
| Onafhankelijken                    | 1             | 2             |               |

Situatie op 28 december 2017.
Antrim and Newtownabbey · Ards and North Down · Armagh City, Banbridge and Craigavon · Belfast · Causeway Coast and Glens · Derry City and Strabane · Fermanagh and Omagh · Lisburn and Castlereagh · Mid and East Antrim · Mid Ulster · Newry, Mourne and Down